# UFC Fight Night: Maynard vs. Diaz
UFC Fight Night: Maynard vs. Diaz（ユーエフシー・ファイトナイト：メイナード・ヴァーサス・ディアス、別名UFC Fight Night 20）は、アメリカ合衆国の総合格闘技団体「UFC」の大会の一つ。2010年1月11日、バージニア州フェアファックスのパトリオット・センターで開催された。
UFC初のバージニア州開催となった本大会のメインイベントでは、サブタイトル「Maynard vs. Diaz」の通りグレイ・メイナードとネイサン・ディアスによるライト級戦が行われた。

## 大会概要
リアリティ番組「The Ultimate Fighter」シーズン5のリベンジマッチともなったメインイベントでは、メイナードがディアスを僅差の判定で破り、シーズン5ライト級トーナメント準決勝における敗戦のリベンジを果たした。
キャリア9戦全勝の元KOTC世界ライト級王者ローリー・マクドナルドがUFCデビュー。

## 試合結果

### プレリミナリィカード
第1試合 ミドル級 5分3R
○  ニック・カトーネ vs.  ジェシー・フォーブス ×
3R終了 判定2-1（28-29、29-28、29-28）
第2試合 ミドル級 5分3R
○  ジェラルド・ハリス vs.  ジョン・ソルター ×
3R 3:24 TKO（レフェリーストップ：パウンド）
第3試合 ライト級 5分3R
○  ハファエル・ドス・アンジョス vs.  カイル・ブラッドリー ×
3R終了 判定3-0（30-27、30-27、30-27）
第4試合 ウェルター級 5分3R
○  ローリー・マクドナルド vs.  マイク・ガイモン ×
1R 4:27 腕ひしぎ十字固め
第5試合 ライト級 5分3R
△  ニック・レンツ vs.  チアゴ・タバレス △
3R終了 判定1-0（29-27、28-28、28-28）
第6試合 ウェルター級 5分3R
○  リック・ストーリー vs.  ジェシー・レノックス ×
3R終了 判定2-1（30-27、30-27、28-29）
第7試合 ミドル級 5分3R
○  クリス・リーベン vs.  ジェイ・シウバ ×
3R終了 判定3-0（30-27、30-27、30-27）

### メインカード
第8試合 ウェルター級 5分3R
○  アミール・サダロー vs.  ブラッド・ブラックバーン ×
3R終了 判定3-0（30-27、30-27、30-27）
第9試合 ミドル級 5分3R
○  アーロン・シンプソン vs.  トム・ローラー ×
3R終了 判定2-1（28-29、29-28、29-28）
第10試合 ライト級 5分3R
○  エヴァン・ダナム vs.  エフレイン・エスクデロ ×
3R 1:59 腕ひしぎ十字固め
第11試合 ライト級 5分3R
○  グレイ・メイナード vs.  ネイサン・ディアス ×
3R終了 判定2-1（29-28、28-29、30-27）

### 各賞
ファイト・オブ・ザ・ナイト： アーロン・シンプソン vs. トム・ローラー
ノックアウト・オブ・ザ・ナイト： ジェラルド・ハリス
サブミッション・オブ・ザ・ナイト： エヴァン・ダナム
各選手にはボーナスとして30,000ドルが支給された。